# 比較神話学
比較神話学（ひかくしんわがく、英語: Comparative mythology）は、神話学の一部門である。様々な異なる文化に属する神話を比較し、普遍的なテーマと性質を見いだす学問である。

## 概要
比較神話学は異なる文化圏の神話を比較研究する学問である。その主題は各神話の中にある類似性を見つけ出すことにあり、そこから神話に流れる共通の基礎的部分を見出そうとする試みである。この基礎的な部分とは、例えばある同じ自然現象に直面した各民族が意図せず似通った神話を創り出すような場合にありうる、普遍的な発想の源、もしくは多様な神話に分岐する大元の「神話の種」(protomythology)とみなされる可能性がある。
19世紀には、比較言語学がインド・ヨーロッパ語族に帰属する諸言語間の関係を明らかにしていったのに伴い、神話解釈において比較神話学的手法が活発になり、その普遍性探求が行われた。フランスのジョルジュ・デュメジルはインド・ヨーロッパ語族におけるそれぞれの神話体系の比較神話学の研究をすすめた。
しかしジョーゼフ・キャンベルなどは、神話の普遍性に囚われるべきではないとし、全ての神話上の英雄には基本的に同じパターン（ヒーローズ・ジャーニー）が見られるとするモノミス（単一神話）理論を提唱した。しかし、この考えは神話研究の主流派には認められていない。

## 近年の展開
近年、人類の進化の問題について、DNA分析などの発展によって大幅に更新されつつある。クリス・ストリンガーとピーター・アンドリューズによって発展した出アフリカ説によれば、現代のホモ・サピエンスは20万年前にアフリカで進化したあと、7万から5万年前にアフリカから外へ移住し始め、ヨーロッパとアジアで既存のヒト属と置き換わった。このような現生人類の形成過程に関する理論の進展にともない、神話学および比較神話学も、そうした理論を吸収しつつ発展している。

### ヴィツェルの世界神話学
ハーヴァード大学教授マイケル・ヴィツェル(Michael Witzel)は、世界神話学(World Mythology)の理論を新たに提唱し、パン・ガイア(Pan-Gaean)神話、出アフリカ神話、ゴンドワナ(Gondwana) 神話、ローラシア(Laurasian)神話の類型を提出した 。
パン・ガイア神話
アフリカで誕生した現生人類が保持していたと考えられる最古の神話。
出アフリカ神話
アフリカを出て、アラビア半島からインドに到着した段階で現生人類が保持していたと考えられる神話。
ゴンドワナ神話
ユーラシアの沿岸を移動して パプア・ニューギニアやオーストラリアに到達した人類が、現在のサハラ以南のアフリカの神話と共通して示す特徴的な神話タイプ。ゴンドワナ神話の特徴としては、創造神話の欠如、女性呪術師の欠如がある。
ローラシア神話
インドから東に向かって東南アジア、中国、日本、シベリア、 北米、中米、南米に向かう流れや、インドからユーラシア内陸に向かう流れ、そしてインドから西に向かってレバント、ヨーロッパそして一部は北アフリカにも向かった流れに共通する神話群を指す 。ローラシア神話の特徴としては、宇宙と世界の起源、神々の系譜、半神的英雄の時代、人類の出現、王の系譜の起源、世界の暴力的な終末(または復活)などが共通しており、またこの神話グループにおいては、宇宙は人体に似た生物と捉えられており、原初の近親相姦から誕生し、成長し、滅亡するパターンが認められる。このローラシア神話に属するものは、ウラル、アルタイ、日本、インド・ヨーロッパ、オース トリック(東南アジアとポリネシア)、古代エジプト、メソポタミア、中国、アメリカ先住民(アタバスカン、ナバホ、アルゴンキン、アステカ、マヤ、インカ、アマゾン、ティエラデルフエゴ)の神話がある。
ヴィツェルの世界神話学では、個別モチーフの比較も重要だが、それ以上に神話モチーフの連続の比較が系統性を明らかにするとし、たとえば、言語の比較においても、単語や格変化よりも文法全体を比較する方が有効であるとしている。また、ヴィツェルは、神話体系は歴史的に知られている個別語派が成立する以前にすでに存在していたのだから、デュメジル のインド・ヨーロッパ語族神話研究のような語派を超えようとしない比較は、むしろ比較研究の可能性を自ら狭めているとみなす。同語族間の比較は精度が高いが、しかし、類型論(typology)にとどまらない、系統論としての語派を超えた比較研究も行われるべきであるとしている。なお、日本の比較神話学者松村一男は、このような研究について、個別の神話から例外を持ち出してくる反論が必ずなされるが、研究の大きな方向性を個別例によって全面的に否定しようとするような態度は非学問的だとコメントしている。
2012年出版のヴィッツェルの新書「世界神話の起源」（The Origins of the World's Mythologies, NY Oxford University Press）の中でヴィッツェルはこれらの言語学者に対してこう論じている：
ヴィッツェルは歴史的比較神話学という全く新しいメソッドを駆使して、神話の連続（ストーリーライン）で可能な有史以前の太古の神話の再構築を成し遂げた。この再構築は１）ローラシア神話の神話連続。２）ローラシア神話が考古学と遺伝学でみられる進化及びその結果と平行対応している。という二点で裏打ち、証明されている。

### ベレツィンの神話分布理論
ロシアのサンクトペテルブルク人類学・民族学博物館(Kunstkamera)アメリカ部門主任教授ユーリ・ベレツィン(ベリョースキン)は世界の神話のカタログを作成し、1400以上の神話モチーフが分類され、地域ごとの分布地図を作成している。ベレツィンは、インド・パシフィック(Indo-Pacific, IP)とユーラシア大陸(Continental Eurasian, CE)という二群に分類する。ユーラシア大陸群には北米を含み、星図や月のモチーフが特徴的である。インド・パシフィック群にはアマゾンやメラネシアが含まれ、人体の解剖学的な考え方に共通性が認められる。しかし、サハラ以南アフリカの神話には星の神話も人体の解剖モチーフも乏しいことから、現生人類が出アフリカをした時期には神話はまだ充分に発達しておらず、その後の氷河期に二つの大きな集団が枝分かれした後に個別の発展を遂げた可能性があると指摘している。ベレツィンの神話分布にもとづくグループ、グループ形成の過程の仮説は、ヴィツェルのものと共通するところもある。
2008 年、国際比較神話学会(International Association for Comparative Mythology,IACM)が発足した 。